# Штатпроцелтен
Штатпроцелтен (њем. Stadtprozelten) град је у њемачкој савезној држави Баварска. Једно је од 32 општинска средишта округа Милтенберг. Према процјени из 2010. у граду је живјело 1.560 становника. Посједује регионалну шифру (AGS) 9676158.

## Географски и демографски подаци
Штатпроцелтен се налази у савезној држави Баварска у округу Милтенберг. Град се налази на надморској висини од 134 метра. Површина општине износи 10,8 km². У самом граду је, према процјени из 2010. године, живјело 1.560 становника. Просјечна густина становништва износи 144 становника/km².